# Veles
För andra betydelser, se Veles (olika betydelser).
Veles (makedonska: Велес [ˈvɛlɛs] lyssna (fil), 1945–1996: Titov Veles) är en stad i kommunen Veles i centrala Nordmakedonien. Staden ligger vid floden Vardar, cirka 42 kilometer sydost om Skopje. Veles hade 40 664 invånare vid folkräkningen år 2021.
Staden har en varierad industri med tillverkning av svavelsyra, konstgödsel, porslin, såpa, textilier, tobaksvaror och livsmedel. BASF har en produktionsanläggning i Veles. Stadens bly- och zinksmältverk lades ned år 2003 efter problem med föroreningar.
Veles är en viktig knutpunkt för såväl vägtrafik som järnväg. Den viktiga motorvägen på E75 går förbi Veles.
Av invånarna i Veles är 93,33 % makedonier, 2,80 % turkar, 1,39 % romer, 0,73 % valaker och 0,54 % serber (2021).

## Historia
Veles var under namnet Bylazora en viktig stad under antiken. 1395 erövrades staden av osmanerna, som kallade den Köprülü. Staden blev en del av Jugoslavien och kallades efter andra världskriget för Titov Veles (efter Josip Broz Tito). Namnet ändrades tillbaka till Veles år 1996.